# Dennis Lo
Dennis Lo, né le 12 octobre 1963 à Hong Kong, est un Biologiste moléculaire de Hong Kong et considéré comme le père des tests prénatals non invasifs. Il est doyen associé (recherche) et professeur de médecine Li Ka Shing à l'Université chinoise de Hong Kong (CUHK), ainsi que chef du département de pathologie chimique de la CUHK et directeur de l'Institut Li Ka Shing des sciences de la santé. Ses recherches portent sur la détection d' ADN fœtal cellulaire dans le plasma sanguin. Il devient président de CUHK le 8 janvier 2025.

## Biographie

### Jeunesse et éducation
Lo naît à Hong Kong en 1963. Sa mère y enseigne la musique et son père, Wai-hoi Lo, qui a immigré de Chaozhou à Hong Kong en 1946, est un psychiatre et l'ancien directeur de l'hôpital Castle Peak. Il a un frère cadet.
Lo fréquente le Collège St Joseph (en) pour les études primaires et secondaires. Après ses études secondaires, il est admis à l'âge de 20 ans à l'Université de Stanford pour des études en génie électrique et à l'Université de Hong Kong et à l'Université de Cambridge pour la médecine. Il choisit la médecine à Cambridge, où il a passe deux ans pour compléter sa formation médicale préclinique et un Bachelor, et étudie le clonage génétique dans sa troisième année.
En 1986, il va au Christ Church College de l'Université d'Oxford pour sa formation clinique, en partie, selon lui, grâce aux travaux d'architecture de Christopher Wren à Oxford. Il y obtient un doctorat scientifique au Hertford College en 1994, et un doctorat en médecine en 2001. Il est alors chercheur junior en sciences naturelles au Hertford College entre 1990 et 1993, et chercheur invité en médecine clinique de 1993 à 1994.

### Carrière
Au début de sa carrière de chercheur, il étudie la réaction en chaîne par polymérase (PCR), une technique de biologie moléculaire permettant de générer rapidement des millions de copies d'une séquence d'ADN souhaitée. Il se rapproche alors de John Bell, professeur de médecine à Oxford, pour apprendre cette technique. En collaboration avec Kenneth Anthony Fleming, son futur directeur de thèse, Lo découvre que cette technique génère de nombreux faux positifs en raison de la contamination.
Il se demande si l'ADN fœtal était détectable dans le sang de la mère. En utilisant la PCR, il détecte le chromosome Y chez une mère portant un petit garçon. Au cours de son doctorat, Lo développe ses recherches sur les tests de diagnostic prénatal, utilisant l'ADN fœtal provenant de cellules fœtales présentes dans le sang de la mère. Cependant, un certain nombre de facteurs entravent ces résultats, notamment la faible concentration de cellules fœtales, le taux élevé de faux positifs et la persistance des cellules fœtales après l'accouchement.
Après ses doctorats, Lo devient maître de conférences en biochimie clinique et membre du Green College de l'Université d'Oxford. Il est également consultant en pathologie chimique à l'hôpital John Radcliffe d'Oxford.
In 1997, en utilisant le chromosome Y comme marqueur chez des femmes enceintes, Lo découvre la présennce de DNA fétal chez la plupart des mères. Il avait en effet lu que de des DNA de cellules cancéreuses étaient détectables dans le sang des cancéreux.
Lo retourne à Hong Kong avec son épouse en 1997. Il est alors nommé maître de conférences au département de pathologie chimique de l'Université chinoise de Hong Kong (CUHK). Il cherche de nouvelles méthodes pour isoler l'ADN fœtal du sang de la mère, et il découvre ainsi en 2002 une différence de méthylation de l'ADN entre la mère et le fœtus.
Ses recherches sont interrompues en 2003 par l'Épidémie de SRAS. En effet, CUHK est devenu l'un des épicentres de cette épidémie. Son groupe est l’un des premiers à séquencer le virus du SRAS et à découvrir l’existence de multiples souches virales.
En 2008, grâce au  séquençage de nouvelle génération (NGS), il peut détecter la trisomie 21. Cette méthode s'avère avoir une sensibilité de 100 % et une spécificité de près de 98 %, ce qui permet de l'utiliser dans les cliniques en 2011.
En 2012, il a une idée sur une nouvelle façon de séquencer le génome fœtal : séquencer séparément les 2 moitiés d'ADN que le fœtus a hérité du père et de la mère. Il est ainsi possible de distinguer les mutations intervenues dans le foetus par rapport à ses parents. Cette découverte a permis de développer une méthode non invasive pour détecter les mutations fœtales. En 2013, son groupe démontre que l'épigénome fœtal pouvait être déterminé à partir du plasma sanguin de la mère.
Outre les tests prénataux non invasifs, Lo a utilisé le NGS à partir de 2012 pour étudier le diagnostic, le profilage et le pronostic du cancer à partir de l'ADN tumoral circulant dans le plasma sanguin des patients.
Depuis octobre 2021, Lo est rédacteur associé de Clinical Chemistry.
Il cofonde la société Cirina, qui s'occupe de la détection du cancer à l'aide de l'ADN tumoral circulant. Cette société est acquise par GRAIL en 2017, qui, à son tour, est acquise par Illumina en 2021. Il cofonde également Xcelom, qui commercialise des tests prénataux non invasifs.
Le 27 septembre 2024, il est décidé qu'il deviendra président de l'Université chinoise de Hong Kong (CUHK) le 8 janvier 2025,.

## Vie privée
Lo est marié à Alice Siu Ling Wong. Ils se sont rencontrés alors que Lo poursuivait son doctorat à l'Université d'Oxford, où Wong terminait son doctorat en physique des semi-conducteurs. Ils se marient en 1964. De 2016 à 2021, Wong est professeur associé et chef de l'ancienne Division d'éducation mathématique et scientifique de la Faculté d'éducation de l' Université de Hong Kong.
D'après le magazine MP Finance, Lo aurait acheté en 2021 un appartement dans The Masterpiece à Tsim Sha Tsui, Hong Kong pour 210 millions de dollars de Hong Kong.
Lo a contribué à la création en 2020 de la Coalition de Hong Kong, cofondée par deux anciens chefs de l'exécutif de Hong Kong, Tung Chee-hwa et Leung Chun-ying,.

## Distinctions
- 2007 - Prix pour contribution exceptionnelle pour une publication dans la revue internationale Clinical Chemistry, American Association for Clinical Chemistry
- 2011 - Membre de la Royal Society
- 2013 - Membre étranger de l'Académie nationale des sciences[11]
- 2013 - Membre de l'Académie Mondiale des Sciences
- 2014 - Prix du Roi Fayçal en médecine[4]
- 2016 - Prix des Sciences du Futur Prix des Sciences de la Vie
- 2020 - Prix d'excellence en diagnostic moléculaire, Association for Molecular Pathology
- 2021 - Prix des avancées capitales en sciences de la vie
- 2021 - Médaille royale[12]
- 2022 - Prix de recherche médicale clinique Lasker-DeBakey
- 2023 - Membre de l'Académie chinoise des sciences[7]